# سندیکا
سندیکا (به فرانسوی: Syndicat) یا اتحادیه یا اتحادیهٔ صنفی یک تشکیلات خودگردان از افراد، بنگاه‌های اقتصادی، شرکت‌ها یا افراد حقوقی است که برای این متشکل می‌شوند تا منافعی که در آن سهیم هستند را ارتقاء دهند. که هدف آن حفظ یا بهبود شرایط شغلی آنها است، مانند دستیابی به دستمزد بهتر و مزایا، بهبود شرایط کار، بهبود استانداردهای ایمنی، ایجاد رویه‌های شکایت، تدوین قوانین حاکم بر وضعیت کارکنان (قوانین حاکم بر ترفیع، شرایط عادلانه خاتمه کار).
اتحادیه‌های کارگری معمولاً وظایف دفتر مرکزی و تیم حقوقی خود را از طریق هزینه‌هایی که به‌طور منظم تحمیل می‌شوند به نام عوارض اتحادیه تأمین می‌کنند. نمایندگان اتحادیه معمولاً از نیروهای همان محل کار تشکیل می‌شوند.

## تاریخچه
این لغت از ریشه فرانسوی آن syndicat گرفته شده است؛ و از لاتین syndicus و از یونانی σύνδικος (syndikos) به تمام زبان‌ها راه یافته است.
سندیکوس در لاتین وکیل و نماینده یک شهر را توصیف می‌کند.
این واژه به‌طور منظم در جنوب فرانسه مورد استفاده قرار گرفته است. در فرانسه این لغت به معنای نماینده یک بنگاه اقتصادی بود.
در سال ۱۵۱۴، یک فرهنگ لغت سیندیکا را به عنوان یک انجمن تعریف می‌کند که هدف آن دفاع از منافع مشترک می‌باشد.

## اولین سندیکاها
اولین سندیکاها در آغاز قرن هجدهم در انگلستان به وجود آمد. انگلستان آن زمان در اولین رده کشورهای سرمایه‌داری قرار داشت. در فرانسه در خاتمه قرن هجدهم، در ایالات متحده آمریکا در اوائل قرن نوزدهم، و در آلمان در اواسط قرن نوزدهم سندیکاها تشکیل شدند.
در آن مرحلهٔ تکامل جامعهٔ سرمایه‌داری، سندیکاها رفته رفته به سازمان‌های دائمی کم و بیش پراهمیت و نیرومند مبدل شدند.

## کبک و کانادا
در کانادا، حضور اتحادیه‌ها در اوایل قرن نوزدهم تأیید شده است، به هر صورت در جنگ ۱۸۱۲ (جنگ انگلیس و آمریکا در سال ۱۸۱۲)، صنعتگران متخصص ایالت منطقه کرانه‌ای کانادا ساختار اتحادیه‌های کارگری را ایجاد کردند.

## فرانسه
در سال ۱۷۳۰، یک فرهنگ لغت اتحادیه را به عنوان یک انجمن تعریف کرد که هدف آن دفاع از منافع حرفه‌ای بود. امروزه ایجاد اتحادیه‌های کارکنان در فرانسه با مواد قانونی L.2131-1 تا L.2131-6 قانونِ کار کدگذاری شده است. بر اساس مطالعات انجام شده، تعداد بالای اتحادیه‌های کارگری، نابرابری درآمد را کاهش می‌دهد. سازمان‌های حرفه‌ای تمایل دارند سیستم‌های پاداش را بر اساس معیارهای عینی، متصل به مشاغل و نه افراد، ترجیح دهند و علیه تبعیض عمل کنند.

## انواع مختلف

### سندیکاهای رسانه‌ای
یا سندیکاهای پخش که سازمان فروش روزنامه‌ها و مجلات یا شبکه‌های پخش برنامه‌های تلویزیونی هستند؛ مثلاً رادیو بی‌بی‌سی یک کسب و کار رسانه‌ای است. یا گروهی از نشریات که توسط یک مالک اداره می‌شوند.
یک سندیکای پخش به معنای ادغام سازمانی چندین ایستگاه تلویزیونی یا ایستگاه رادیویی است که از لحاظ اقتصادی دارای یک منطقه پخش محدود منطقه‌ای است. اصطلاح در اصل در ایالات متحده ساخته شد، جایی که سندیکاهای رسانه‌ای نقش مهمی ایفا می‌کنند. سندیکاهای تلویزیونی با توجه به جهت‌گیری قوی منطقه‌ای و استقلال اقتصادی و کارآفرینی خود، از شرکت‌های پخش رادیویی در سراسر کشور (اصطلاحاً شبکه‌ها) مانند NBC , CBS , ABC و فاکس متفاوتند.
همکاری فرستنده‌های مجزا به این ترتیب بیشتر به تولید مشترک پخش‌های تلویزیونی پرهزینه یا خرید برنامه مشترک، و در نتیجه تهیه محصول مجوز، تمرکز می‌کند. در حالی که سندیکاهای تلویزیونی فیلم‌ها و مجموعه‌ها، مجلات و نمایش‌ها را تولید یا به فروش می‌رسانند، فعالیت‌های مشترک ایستگاه‌های رادیویی محدود به پخش‌های خبری، کمک‌های متنوع به کلمات یا پخش‌های ژانر است (پخش موسیقی با مدیران شناخته شده).
بسیاری از برنامه‌های مستقل ایالات متحده همچنین برنامه‌های شبکه های عمومی مانند NPR یا PBS را قبول می‌کنند یا برنامه‌های تلویزیونی را از ارائه دهندگان محتوا تخصصی مثل CNN می‌گیرند. در ایالات متحده، ایستگاه‌های منطقه‌ای سندیکال بسیار موفقیت‌آمیز هستند، به خصوص به این دلیل که آن‌ها تخصص منطقه‌ای را با برنامه‌های جذاب و جذاب و برنامه‌های ویژه‌ای ترکیب می‌کنند. بسیاری از نمایش‌های تلویزیونی (سریال) در ابتدا در کانال‌های سندیکایی اجرا می‌شوند و بعداً پس از اخراج آن‌ها در شبکه‌های ملی ایستگاه‌های منطقه‌ای سنتی با موفقیت قابل توجه یا تکرار ادامه می‌یابند.
همان‌طور که قبلاً ذکر شد، سندیکاها در اصل از شبکه‌های تلویزیون بزرگ مستقل هستند. به‌طور جدی، آن‌ها با شرکتهای به اصطلاح وابسته (ایستگاه‌های شریک) متفاوت هستند، برنامه‌های خود را در طول روز سازماندهی می‌کنند و از لحاظ اقتصادی مستقل هستند، اما حداقل برنامه شبانه اصلی را با برجسته‌ترین روزها از شبکه‌ها می‌گیرند. از سوی دیگر ، ایستگاه‌های متعلق به بخش خصوصی به‌طور کامل متعلق به شبکه‌های اصلی می‌باشند.
با این حال، در طول روز، اکثر کانال‌های وابسته نیز به سندیکاها احترام می‌گذارند، به همین دلیل است که در ایالات متحده آمریکا به تازگی فرم‌های مختلط ظهور کرده‌اند. با ایجاد شبکه‌های کوچکتر از قبیل WB و UPN (در حال حاضر به شبکه CW) و موفقیت در حال رشد کانال‌های خالص کابلی، رقابت در تمام سطوح تشدید شده است.
همچنین، مسئولان دولتی که از طریق اهدای خصوصی دولتی تأمین مالی می‌شوند، به‌طور کلی سندیکایی می‌شوند و پایه اقتصادی ارائه دهندگان مشهور غیر تجاری مانند NPR یا PBS را تشکیل می‌دهند. علاوه بر این، سندیکاهای بین‌المللی نیز وجود دارند که توسط رسانه‌های شناخته شده مانند BBC یا Deutsche Welle عرضه می‌شوند. سندیکاها در سراسر کشورهای و قاره‌ها در کشورهای انگلیسی، اسپانیایی و پرتغالی (به عنوان مثال، شرکت‌های پخش در انگلستان، استرالیا و نیوزیلند یا بین شرکت‌های پخش‌کننده در کشورهای آمریکای لاتین) رایج هستند.
در آلمان، سندیکاهای پخش معمولاً در برنامه‌های خصوصی رادیویی (BLR یا Radio NRW) استفاده می‌شوند. در بخش تلویزیون، آن‌ها در کانال‌های تلویزیونی، که عمدتاً در دست ساخت هستند، آن هم با یک منطقه پخش محدود منطقه‌ای تجاری یافت می‌شوند، (به عنوان مثال، TV Agglomeration).

### سندیکاهای کارگری

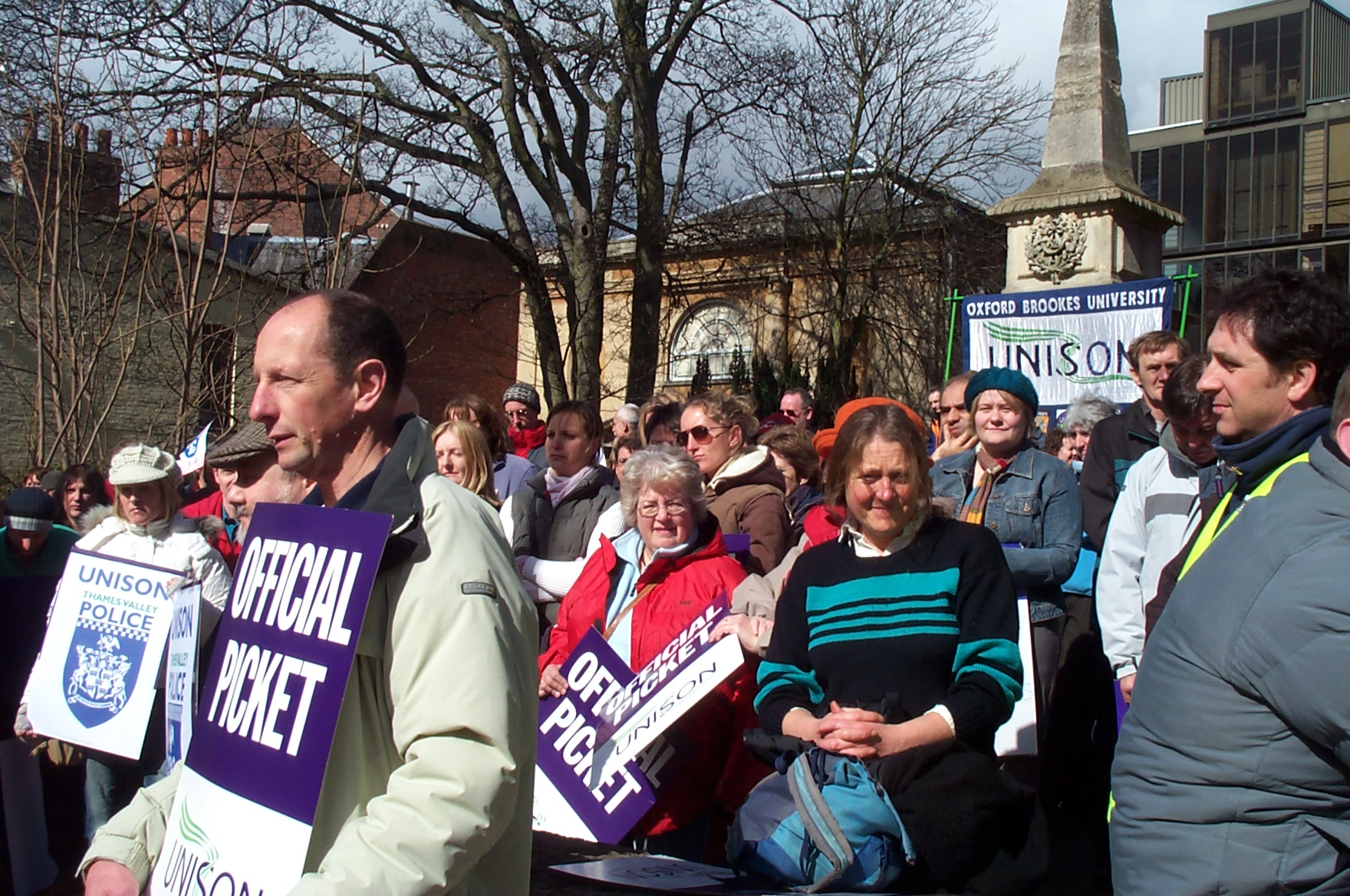
اعتصاب و راهپیمایی اعضای یک سندیکا در انگلستان (۲۸ مارس ۲۰۰۶)

یک سندیکا، سندیکای کار یا سندیکای کارگران که همچنین می‌تواند به معنای اتحادیه صنفی نیز باشد. این اصطلاح معنای عرفی لغت سندیکا را، از پسرعموهای ریشه شناسانه‌اش یعنی فرانسه و اسپانیایی بازتاب می‌دهد.
سندیکا یا اتحادیه صنفی (به فرانسوی: Syndicat professionnel) به معنای سازمان صنفی کارگران و دیگر زحمت‌کشان است. سندیکاها در جریان مبارزهٔ کارگران برای دفاع از منافع خود و بهبود شرایط اقتصادی خود پدید شدند.
اتحادیه‌های کارگری با پوشش دادن تعداد زیادی از کارگران برای مواجهه با متقاضیان نیروی کار به نوعی قدرت بازاری مجهز می‌شوند. این اتحادیه‌ها گاهی از قدرت انحصاری خود برای افزایش دستمزد استفاده می‌کنند.
درمورد سندیکاهای کارگری در اینجا: تاریخ سندیکاهای ایران تنها سندیکاهای کارگری؛ و اینجا قانون کار ایران - اتحادیه‌های کارگری رجوع کنید.
در ایران سندیکالیست‌هایی نظیر منصور اسانلو، اسماعیل عبدی، روبرت درویش، افشین اسانلو، محمود بهشتی لنگرودی، رسول بداقی، رضا شهابی، علی نجاتی و شاهرخ زمانی موفق شدند که سندیکاهای کارگریِ نیشکر هفت تپه، کارگران شرکت واحد اتوبوسرانی تهران و حومه، کانون صنفی معلمان و سندیکای کارگران معدن را در دهه هشتاد خورشیدی علیرغم فشارهای امنیتیِ جمهوری اسلامی راه‌اندازی کنند که البته در نهایت، همهِ این افراد به دلایل سیاسی بازداشت و به حبس‌های طویل‌المدت محکوم شدند. 
مجله پیام سندیکا در ایران با مدیریت و سردبیریِ روبرت درویش به عنوان نشریهِ هفتگیِ سندیکاها فعالیت می‌کرد که با دستگیریِ مسئولش "روبرت درویش" توقیف شد.

### سندیکاهای جرم
همچنین چندین اتحادیه قانونی در گوشه کنار دنیا شکل گرفته‌اند، در انگلیسی عامیانه لغت سیندیکت برای نام بردن از فردی که در دام فعالیت‌های غیرقانونی افتاده است کاربرد دارد. در مورد عمل مجرمانه سندیکا جایی است که که جرم سازمان‌یافته را ترویج می‌دهد و در آن مشارکت می‌کند، و از این نظر سندیکا سازمان‌هایی هستند که برخی فعالیت‌های اقتصادی غیرقانونی اما رایج را در یک مقیاس بزرگ ملی یا بین‌المللی به راه می‌اندازند. زیرواحد سندیکا یک خانواده تبه‌کار است. مانند خانواده‌های تبه‌کار ایتالیایی در آمریکا. در آمریکا مخصوصاً پنج خانواده نیویورکی معروفند. در سه‌گانه پدرخوانده به شکل نمادین به روابط داخلی یکی از این خانواده‌ها می‌پردازد.

### سندیکاهای دانشجویی
شورای صنفی دانشجویان

### سندیکاهای کسب و کار
گروهی تشکل یافته از چند شخصیت حقوقی، شبیه شرکت‌ها یا بنگاه‌های اقتصادی که منافعی را در یک بازار شریک می‌شوند، اما به‌طور مستقیم رقیب هم نیستند. در بعضی موارد این ابرشرکت‌ها در زمینه اینترنت، مدیریت برند، بهینه‌سازی موتور جستجو، اینترنت اشیاء و مکان‌یابی رادیویی با هم همکاری می‌کنند.

### سندیکاهای مالی
مقاله مرتبط: وام سندیکایی

### سندیکاهای بیمه
سندیکای بیمه گران ایران SBI